# Adauto Domingues
Adauto Domingues (Adauto Donizete Domingues; * 20. Mai 1961 in São Caetano do Sul) ist ein ehemaliger brasilianischer Hindernis-, Mittelstrecken- und Langstreckenläufer.
1983 holte er bei den Iberoamerikanischen Meisterschaften Bronze über 3000 m Hindernis. Bei den Leichtathletik-Südamerikameisterschaften gewann er 1983 in Santa Fe Bronze über 3000 m Hindernis und über 1500 m und siegte 1985 in Santiago in beiden Disziplinen.
1986 kam er bei den Crosslauf-Weltmeisterschaften in Colombier auf den 68. Platz. Bei den Iberoamerikanischen Meisterschaften siegte über 3000 m Hindernis und errang Silber über 5000 m.
Im Jahr darauf siegte er bei den Panamerikanischen Spielen 1987 in Indianapolis über 3000 m Hindernis und gewann Silber über 5000 m. Bei den Leichtathletik-Weltmeisterschaften in Rom schied er über 3000 m Hindernis im Vorlauf aus.
1988 kam er bei den Crosslauf-WM in Auckland auf Rang 61 und erreichte bei den Olympischen Spielen in Seoul über 3000 m Hindernis das Halbfinale.
1989 scheiterte er bei den Leichtathletik-Hallenweltmeisterschaften in Budapest über 3000 m im Vorlauf und siegte bei den Südamerikameisterschaften in Medellín über 3000 m Hindernis.
1991 verteidigte er über 3000 m Hindernis seine Titel bei den Südamerikameisterschaften in Manaus und bei den Panamerikanischen Spielen in Havanna. Bei den Südamerikameisterschaften 1993 in Lima gelang ihm zum Abschluss seiner Karriere ein Doppelsieg über 3000 m Hindernis und über 1500 m.

## Persönliche Bestzeiten
- 1500 m: 3:40,69 min, 27. Juni 1993, Rio de Janeiro
- 3000 m: 7:53,73 min, 11. Juli 1987, Formia
  - Halle: 7:56,76 min, 4. März 1989, Budapest
- 5000 m: 13:42,61 min, 9. Juli 1987, Caorle
- 3000 m Hindernis: 8:23,26 min, 12. August 1987, Indianapolis